# Tachyzoïte

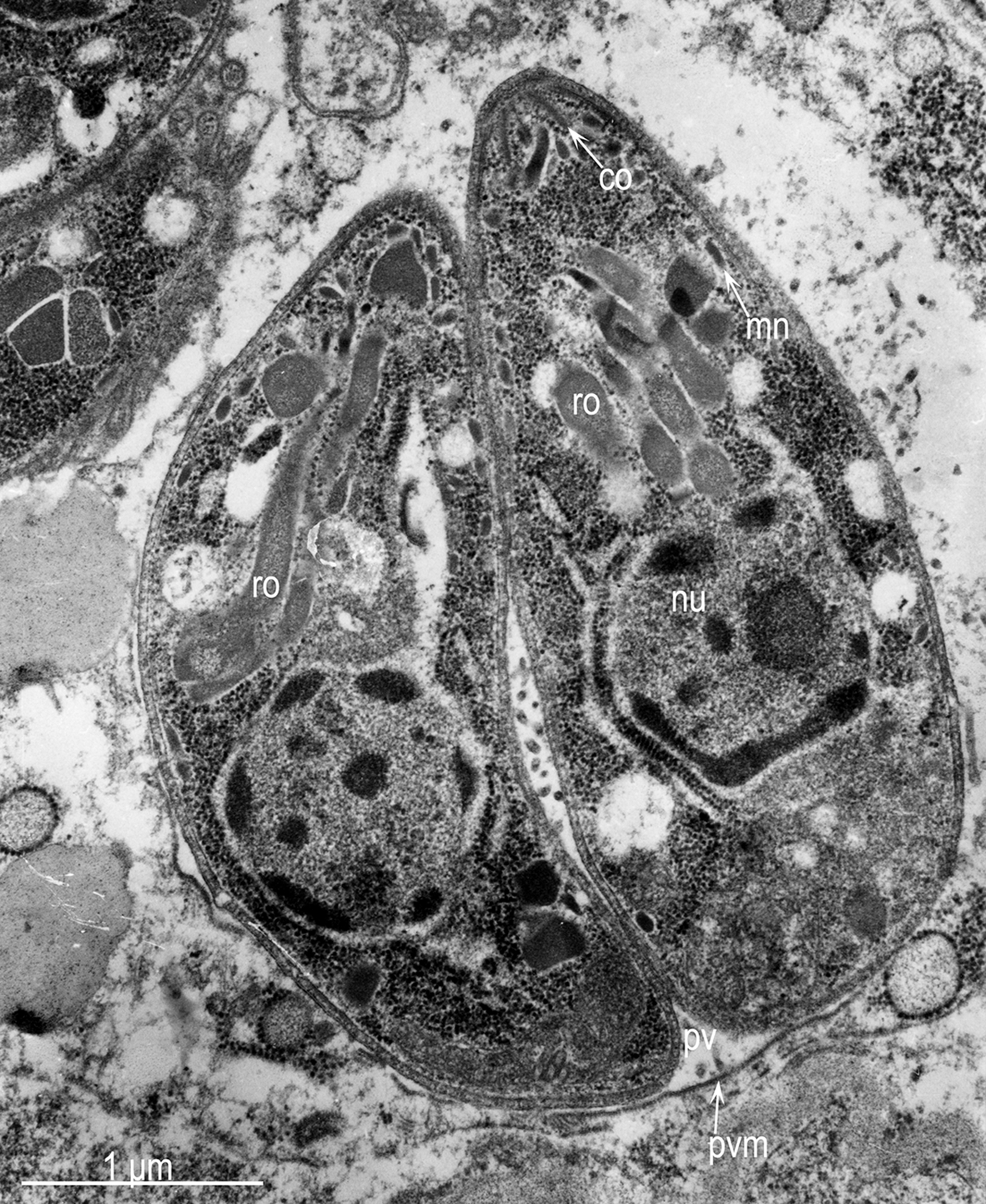
Deux tachyzoïtes de Toxoplasma gondii, microscopie électronique à transmission

Un tachyzoïte est un stade asexué de croissance rapide chez un certain nombre de micro-organismes.